# 1919 au théâtre
| Années du théâtre : 1916 - 1917 - 1918 - 1919 - 1920 - 1921 - 1922    |
| Décennies du théâtre : 1880 - 1890 - 1900 - 1910 - 1920 - 1930 - 1940 |

Cet article présente les faits marquants de l'année 1919 au théâtre.

## Événements
Création des tournées des Galas Karsenty par Raphaël Karsenty.

## Pièces de théâtre représentées
- 23 janvier : Pasteur de Sacha Guitry, Théâtre du Vaudeville
- 19 avril : Le Mari, la Femme et l'Amant de Sacha Guitry, représentée pour la première fois sur la scène du Théâtre du Vaudeville avec Sacha Guitry et Yvonne Printemps
- 8 octobre : Mon père avait raison de Sacha Guitry, représentée pour la première fois au Théâtre de la Porte-Saint-Martin, avec Sacha Guitry, Lucien Guitry et Yvonne Printemps
- 19 novembre :  Le Disciple du Diable de George Bernard Shaw, mise en scène de Georges Pitoëff, Théâtre Pitoëff (Genève)

## Naissances
- 3 octobre : Jean Lefebvre, acteur français.
- 16 décembre : Michel Etcheverry, comédien français.

## Décès
- 25 juin : Joséphine Wilhelmine Simonin, connue comme comédienne sous le nom de Mlle Valérie et Valérie Simonin, actrice française, sculptrice, critique d'art, écrivaine et dramaturge sous le pseudonyme de Gustave Haller, née le 19 décembre 1831.